# 여성성의 신화
《여성성의 신화》(The Feminine Mystique) 또는 《여성의 신비》는 베티 프리댄이 1963년에 저술한 책이다. 제2세대 여성주의 운동에서 자유주의 여성주의 진영을 상징하는 책이다.
1957년 프리댄은 그녀의 예전 스미스 대학교 동문에 대한 조사를 15주년 기념 동창회를 위하여 요청받았다. 그 결과로, 프리댄은 그들 중 다수가 주부로서의 생활에 그다지 만족하지 못하고 있다는 것을 알게 되었고, 여성성의 신화에 대한 연구를 시작하게 하였다. 프리댄은 다른 근교에 사는 주부에 대한 인터뷰를 실시하였을 뿐만 아니라, 심리학, 미디어, 광고 또한 연구하였다. 프리댄은 원래 이 주제를 책이 아니라 기사로 출판하려고 하였으나, 어떤 잡지도 프리댄의 기사를 게재하지 않았다.

## 시놉시스
《여성성의 신화》는 1950년대와 1960년대 초반에 널리 퍼진 여성들의 불만인, "이름 없는 문제"라고 프리댄이 명명한 문제를 묘사하는 도입부로 시작한다. 이 책은 물질적인 안락함을 누리면서, 결혼하여 자녀와 함께 살고 있으나 불행을 느끼는 미국 출신의 주부의 삶에 대해서 논한다.

## 영향
베티 프리댄 덕분에 정치인들이 여성의 불만을 인식하기 시작하였고, 1963년 여성의 상태를 검토하기 위하여 임명된 위원회는 불평등의 종식을 건의하였다. 이에 대한 입법이 뒤따랐으며, 1963년에 디 이퀄 페이 액트 오브 1963(The Equal Pay Act of 1963 →1963년 임금 평등법)은 여성은 동일 노동에 대해서 남성과 같은 임금을 받는다고 명시하였다.
전미여성기구(National Organization for Women, NOW)가 1966년에 서로 다른 배경을 가진 30명의 여성으로 조직되었다. 프리댄은 그 중 한 명이었으며, NOW의 창립 선언문의 초안을 작성하는 데에 도움을 주었다. 이 창립 선언문은 "모든 여성을 위한 진정한 평등"을 요청하였다. NOW는 "평등하고도 경제적인 성장"에 대한 모든 장애물을 제거할 것을 요구하였다.
《여성성의 신화》는 20세기에 가장 영향력 있는 논픽션 책 중 하나로 인정받고 있으며, 미국에서 2세대 여성주의의 시작을 촉발시킨 것으로 평가받고 있다. 미래학자 앨빈 토플러는 이 책이 "역사를 향해 방아쇠를 당겼다"고 말하였다. 프리댄은 《여성성의 신화》가 출판된 후에 불행한 주부로부터 수 많은 편지를 받았으며, 그 스스로 NOW의 창립을 돕고 NOW의 회장이 되었다.

## 한국어 번역
- 김행자 역, 《여성의 신비》, 평민사, 1978년.
- 김현우 역, 《여성의 신비》, 이매진, 2002년.
- 김현우 역, 《여성성의 신화》, 갈라파고스, 2018년.

## 같이 보기
- 가정학